# Life in a Beautiful Light
Life in a Beautiful Light je třetí studiové album skotské písničkářky Amy MacDonald. Album vyšlo 11. června 2012 u vydavatelství Melodramatic, Mercury a Vertigo Records. Album produkoval Pete Wilkinson. Ve skotském žebříčku se album umístilo na prvním místě.

## Seznam skladeb
1. „4th of July“ – 3:48
2. „Pride“ – 3:22
3. „Slow It Down“ – 3:53
4. „The Furthest Star“ – 3:29
5. „The Game“ – 4:24
6. „Across the Nile“ – 3:19
7. „The Days of Being Young and Free“ – 4:09
8. „Left That Body Long Ago“ – 4:49
9. „Life in a Beautiful Light“ – 4:35
10. „Human Spirit“ – 2:07
11. „The Green and the Blue“ – 3:53
12. „In the End“ – 3:52